# Birgit Schröder
Birgit Schröder (* 27. Januar 1965 in Wernigerode) ist eine ehemalige deutsche Jugendpolitikerin. Sie war von 1990 bis 1991 Vorsitzende der Freien Deutschen Jugend.

## Leben
Schröder, von Beruf Krippenerzieherin, studierte an der Medizinischen Fachschule Halberstadt. Sie wurde Mitglied der FDJ und der Sozialistischen Einheitspartei Deutschlands (SED). Von 1988 bis Januar 1990 fungierte sie als 1. Sekretär der FDJ-Stadtbezirksleitung Magdeburg-Nord (Nachfolgerin von Matthias Hertel). Während der Wende und friedlichen Revolution in der DDR wurde sie am 28. Januar 1990 auf dem Kongress in Brandenburg als Nachfolgerin von Frank Türkowsky zur Vorsitzenden der FDJ gewählt. Sie war die erste Frau an der Spitze der Jugendorganisation. Am 30. September 1990 wurde sie auf dem Programmkongress als Vorsitzende bestätigt und wurde auf dem 3. Bundeskongress am 17. März 1991 von Jens Rücker abgelöst.